# Bảo tàng Dược phẩm của Phòng Dược phẩm Khu vực Wielkopolska ở Poznań
Bảo tàng Dược phẩm của Phòng Dược phẩm Khu vực Wielkopolska ở Poznań (tiếng Ba Lan: Muzeum Farmacji Wielkopolskiej Okręgowej Izby Aptekarskiej w Poznaniu) là một bảo tàng nằm ở rìa Khu Phố Cổ ở Poznań, tọa lạc tại số 11 Đại lộ Marcinkowskiego, Poznań, Ba Lan.

## Lịch sử
Bảo tàng Dược phẩm của Phòng Dược phẩm Khu vực Wielkopolska ở Poznań được thành lập vào tháng 6 năm 1989 theo khởi xướng của Bộ phận Lịch sử Dược phẩm của Chi nhánh Poznań của Hiệp hội Dược phẩm Ba Lan. Ban đầu, các bộ sưu tập Bảo tàng được đặt trong ngôi nhà chung cư ở số 41 Quảng trường chợ cũ ở Poznań (hiệu thuốc Pod Biały Orłem). Người phụ trách đầu tiên của Bảo tàng là Jan Majewski. Lễ khánh thành diễn ra ở Cung điện Działyński gần đó. Việc thành lập Bảo tàng được tài trợ bởi Công ty Cung ứng Dược phẩm "Cefarm". Các hiện vật triển lãm trong bộ sưu tập của Bảo tàng có nguồn gốc từ Bảo tàng Dược phẩm của Đại học Y khoa Jagiellonia ở Kraków và nhờ sự đóng góp và ký gửi từ các dược sĩ ở tỉnh Wielkopolskie và những người thừa kế của họ. Từ năm 1992, Bảo tàng được Phòng Dược phẩm Khu vực Wielkopolska tiếp quản. Năm 1996, các bộ sưu tập của Bảo tàng được chuyển đến trụ sở hiện tại. Sau khi địa điểm mới này được cải tạo, Bảo tàng mở cửa đón công chúng trở lại vào năm 2000.